# Pölkenstraße 26 (Quedlinburg)

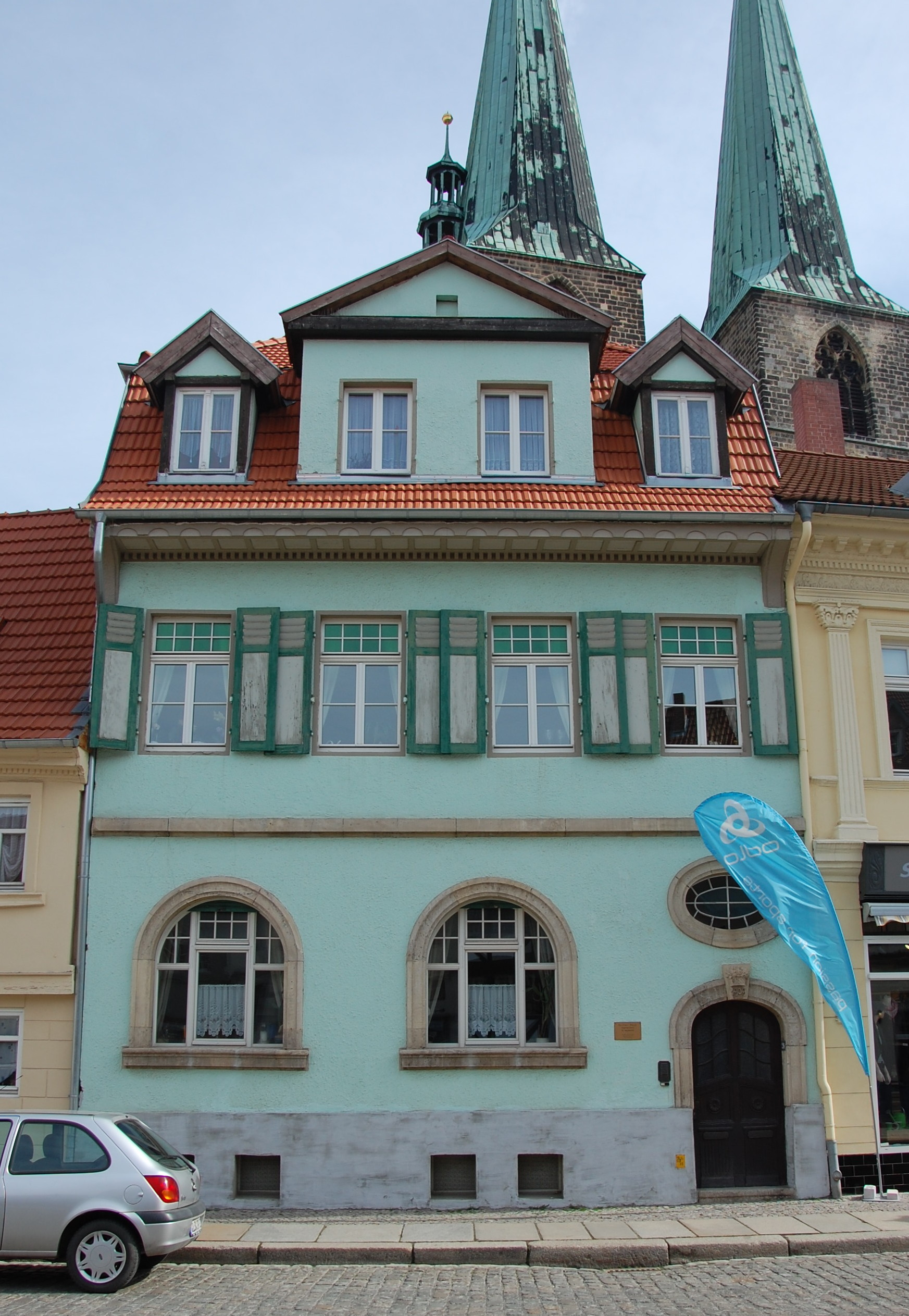
Haus Pölkenstraße 26

Das Haus Pölkenstraße 26 ist ein denkmalgeschütztes Gebäude in der Stadt Quedlinburg in Sachsen-Anhalt.

## Lage
Es befindet sich in der historischen Quedlinburger Neustadt auf der Ostseite der Pölkenstraße und ist im Quedlinburger Denkmalverzeichnis als Wohnhaus eingetragen. Nördlich grenzt das gleichfalls denkmalgeschützte Haus Pölkenstraße 25, südlich das Haus Pölkenstraße 27 an.

## Architektur und Geschichte
Das Gebäude wurde in den Jahren 1909/10 in massiver Bauweise für den Fabrikanten Louis Strenge errichtet. Die Gestaltung der Fassade nimmt Bezug auf örtliche Bauten des Barocks und des Frühklassizismus. Ein erster, Anfang 1909 eingereichter Bauantrag wurde mit Verweis auf ein 1909 in Quedlinburg erlassenes, die Stadtplanung regelndes, Ortsstatut abgelehnt. Zur Begründung hieß es, dass der geplante Neubau das „harmonische Kleinstadtbild [störe], das durch die dahinterliegende Nikolai-Kirche mit ihren wuchtigen Baumassen einen besonderen Reiz erhält“. Ein dann überarbeiteter und entsprechend verbesserter Entwurf erhielt schließlich eine Baugenehmigung.